# Ludwig Bartning (Architekt)
August Johann Gottlieb Ludwig Bartning (* 22. August 1799 in Schwerin; † 30. Mai 1864 ebenda) war ein deutscher Architekt und mecklenburgischer Baubeamter.

## Leben
Ludwig Bartning wurde als Sohn des Schweriner Postsekretärs, späteren Oberpostamtsdirektors Peter Christian Bartning und dessen Ehefrau (Ida) Margarethe (Elisabeth), geb. Fuchs geboren. Nach einem Architekturstudium in Göttingen kam er 1822 zurück nach Schwerin und wurde Baukondukteur bei Carl Heinrich Wünsch in der Großherzoglichen Kammer zu Schwerin. Mit Genehmigung des Großherzogs nahm er zwei Jahre Urlaub. Diesen nutzte er für eine längere Weiterbildung bei Karl Friedrich Schinkel in Berlin und für Bildungsreisen nach Italien, Frankreich und England. Als großherzoglicher Baumeister war er ab 1826 für Schwerin und Wismar zuständig, 1832 wurde er zum Landbaumeister ernannt. 1841 erfolgte die Ernennung zum Baurat, wobei er weiterhin im Straßen- und Hochbau beschäftigt war.
Bei der Gründung der Großherzoglichen Chaussee-Commission im Jahre 1857 wurde er – nun im Range eines Oberbaurates (Departementsrath) – gemeinsam mit Kammerrat von Bernstorff in diese Kommission berufen – der Ursprung der heutigen Straßenbauämter. Bartning war ein gefragter Fachmann, wie seine weiteren Ämter zeigen: Chef der Central-Bauverwaltungs-Behörde, Mitglied des Kammer- und Forstkollegiums, Mitglied des Direktoriums der Rostock-Neubrandenburger Chaussee, Mitglied der Bau-Prüfungskommission. Ludwig Bartning starb in seinem 65. Lebensjahr an „wiederholtem Herzkrampf“.

## Bauten
- 1842: Dorfkirche Mirow
- 1842–1845: klassizistisches Großherzogliches Amtsgebäude am Pfaffenteich in Schwerin
- ab 1848: Restaurierung von Altar und Sakramentshäuschen im Doberaner Münster